# Agoyo
Agoyo (ou Agoya) est une localité du Cameroun située dans le département du Mayo-Kani et la Région de l'Extrême-Nord. Elle fait partie de la commune de Moulvoudaye et du canton de Moulvoudaye rural.

## Population
En 1976, on distinguait Agoya I (335 habitants, Peuls), Agoya II (50 habitants, Mousgoum) et Agoya III (58 habitants, Toupouri).
Lors du recensement de 2005, le village réuni comptait 809 habitants.
En 2013, la population est estimée à 1 981 habitants.